# هشت‌پاشناسی

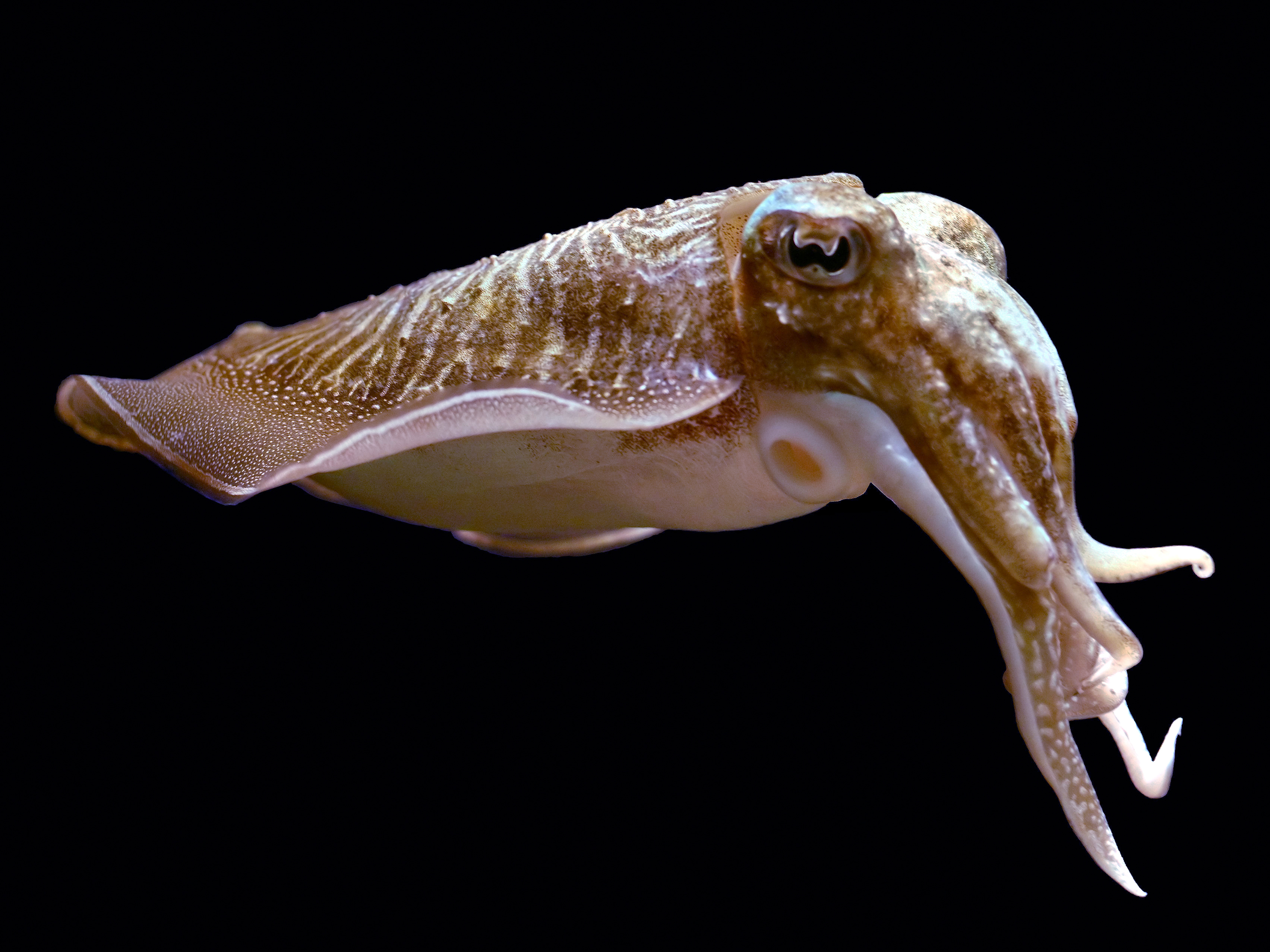
سپیداج معمولی، یکی از بزرگ‌ترین و شناخته‌شده‌ترین گونه‌های سپیداج است.

هشت‌پاشناسی (به انگلیسی: Teuthology) (از یونانی τεῦθος , " cuttlefish, squid ", and -λογία , -logia) مطالعه سرپایانی مانند هشت‌پا، ماهی مرکب و سپیداج است.
این شاخه‌ای از نرم‌تن‌شناسی است که به مطالعه نرم‌تنان در جانورشناسی دریایی می‌پردازد.
کسی که در رشته هشت‌پاشناسی تحصیل می‌کند به عنوان یک هشت‌پاشناس (Teuthologist) شناخته می‌شود.